# Paul McCullough
Paul Johnston McCullough (Springfield, Ohio, 27 de marzo de 1883-Boston, Massachusetts, 25 de marzo de 1936) fue un actor y comediante estadounidense, conocido por formar una pareja cómica con Bobby Clark.  

## Biografía
Nacido en Springfield (Ohio), McCullough conoció a Bobby Clark siendo muchachos en la YMCA de su localidad. Su amistad juvenil acabó en asociación siendo ya adultos, y la pareja actuó en circos y revistas de vodevil antes de alcanzar la fama gracias al show de Irving Berlin representado en 1922 en el circuito de Broadway «Music Box Revue». Otro de sus éxitos de Broadway, «The Ramblers», se filmó en 1930 con el título de “The Cuckoos,” película interpretada por Bert Wheeler y Robert Woolsey.
En 1928 Clark y McCullough fueron a Hollywood, donde protagonizaron 35 cortos, los cuales fueron producidos a lo largo de un período de siete años.
En sus números Clark era el personaje dominante, y McCullough era la contrapartida seria y tranquila. En muchos de sus filmes, la aportación de McCullough se limitaba a un papel de apoyo a Clark, que era la fuente de la comicidad del dúo, y en sus producciones, Paul McCullough siempre recibía el nombre de «Blodgett», fuese cual fuese su papel. 
La serie de películas de Clark y McCullough finalizó en 1935. McCullough sufría una severa depresión, y en 1936 hubo de ingresar en un centro sanitario de Medford, Massachusetts a fin de recibir tratamiento. Tras recibir el alta en marzo de 1936, se paró en una barbería para recibir un afeitado. Tras el afeitado, cogió la navaja del barbero y se cortó las muñecas y el cuello. Falleció en un hospital de Boston, Massachusetts, dos días después. Fue enterrado en el Cementerio y Crematorio Woodlawn de Everett, Massachusetts
Clark siguió actuando en solitario hasta el momento de su muerte, ocurrida en 1960.